# Acuerdo humanitario
El Acuerdo Humanitario, Intercambio Humanitario o Canje Humanitario se refería a un posible acuerdo para intercambiar y liberar tanto a secuestrados en poder de las Fuerzas Armadas Revolucionarias de Colombia - Ejército del Pueblo (FARC-EP), como guerrilleros presos de esa colectividad por parte del Gobierno de Colombia, dentro del marco del conflicto armado colombiano.
Tras la presión ejercida sobre el gobierno de Ernesto Samper (1994-1998) por las FARC-EP y la propaganda que generó el intercambio humanitario en Cartagena del Chairá, la guerrilla del Ejército de Liberación Nacional (ELN), decidió asumir una posición similar a la de las FARC-EP, secuestrando masivamente a ciudadanos para luego pedir al gobierno un intercambio de guerrilleros presos por rehenes. Los secuestros continuaron durante la presidencia de Andrés Pastrana. Entre los secuestros más notables del ELN están, el Secuestro de la ciénaga de El Torno, el Secuestro en la Iglesia La María y el secuestro del avión Fokker de Avianca. Con la liberación de los secuestrados por parte de la Fuerza Pública, esta opción se hizo inviable para las FARC-EP.

## Historia

### Acuerdo humanitario entre el gobierno de Ernesto Samper y las FARC-EP

#### Secuestro de militares
A partir de 1996, las FARC-EP atacaron numerosas instalaciones militares de regiones apartadas en acciones como la Toma de la base militar de Las Delicias. En marzo de 1998, las FARC-EP atacaron una base militar del Ejército Nacional de Colombia en la región selvática de El Caguán. En la incursión armada las FARC-EP asesinaron a 60 militares y se llevaron secuestrados a otros 61. En el mismo período las FARC-EP llevaron a cabo la toma de Patascoy, la toma de la ciudad de Mitú, entre otras, capturando a decenas de miembros de las diferentes ramas de la fuerza pública.
En abril de 1998, el gobierno del presidente Ernesto Samper desmilitarizó, bajo presión de las FARC-EP, una zona de 40 mil km² para facilitar la entrega de 70 militares secuestrados por las FARC-EP. Las FARC-EP utilizaron helicópteros del Comité Internacional de la Cruz Roja (CICR) para transportar a los soldados del lugar de secuestro hasta el municipio de Cartagena del Chairá, zona desmilitarizada, pero según información del ejército, también fueron utilizados para trasladar numerosos guerrilleros de un frente a otro, con el fin de impedir el posterior reconocimiento por parte de los secuestrados. La liberación fue ampliamente difundida por los medios de comunicación y contó con la participación de veedores internacionales. Las FARC-EP condicionaron al presidente Samper que debían canjear a los soldados por guerrilleros presos. Las Fuerzas Militares colombianas se enteraron que las FARC-EP planeron seguir secuestrando hasta llegar a 100 rehenes para seguir presionando al gobierno. El 5 de agosto de 1998, las FARC-EP lanzaron la ofensiva en los departamentos de Meta y Guaviare, secuestrando más de los 100 soldados.
En este episodio, se dio a conocer el comandante guerrillero con el alias de "Joaquín Gómez", quien se sentó junto a los negociadores, Monseñor Luis Augusto Castro, y a Pierre Gasmann, delegado del Comité Internacional de la Cruz Roja, mientras eran liberados los soldados.

### Acuerdo humanitario entre el gobierno de Andrés Pastrana y las FARC-EP

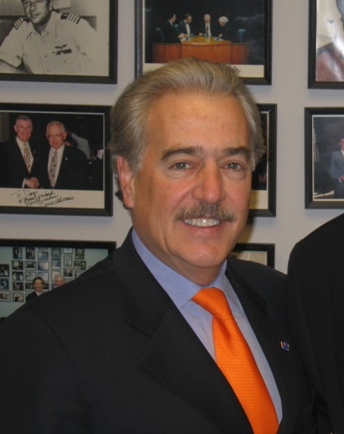
expresidente de Colombia, Andrés Pastrana (1998-2002).

Siendo candidato presidencial, Andrés Pastrana se reunió con los jefes de las FARC-EP en junio de 1998 y habían hablado de iniciar un diálogo de paz. Sin embargo, el secretariado de las FARC-EP condicionó la entrega de los militares secuestrados, el gobierno tenía que dejar libres a guerrilleros y los 'presos políticos' que se encontraban en las cárceles de Colombia. El entonces fiscal Alfonso Gómez Méndez consideró la exigencia de constitucionalmente improcedente. El congresista Antonio Navarro Wolff dijo por el contrario que exisitia la necesidad de liberar a los militares y que habría que instaurar una 'Ley de Amnistía" acorde a la situación, ya que tampoco había precedente en el mundo, ni en el Derecho Internacional Humanitario (DIH).

#### Los 12 de las FARC-EP
En mayo de 1998 habían 735 guerrilleros de las FARC-EP presos. Sin embargo, las FARC-EP daban mayor importancia a 12 de esos guerrilleros:

1. Yesid Arteta Dávila, 'Joaco'. Ideólógo del Secretariado de las FARC-EP y miembro del Estado Mayor del Bloque Sur de las FARC-EP recluido en la cárcel La Modelo, quien realizó estudios de Derecho en la Seccional Barranquilla de la Universidad Libre (Colombia) mientras era miembro activo de la Juventud Comunista.
2. Raúl Suárez Hippos. Miembro del Frente 54 de las FARC-EP y jefe de finanzas del Bloque Oriental, es sobrino del Mono Jojoy, jefe militar de las FARC-EP.
3. Jairo González Mora, alias 'Byron'. Miembro del estado mayor central de las FARC-EP. Coordinador de la red urbana Antonio Nariño en el departamento de Cundinamarca. Hombre de confianza de Mono Jojoy.
4. Ignacio González Perdomo, alias 'Alfredo Arenas' era el jefe del Frente 22 de las FARC-EP. Preso en la Cárcel de Máxima Seguridad de Itaguí.
5. Ever Ortiz Ruiz.
6. Daniel Pinto
7. Euclides Suárez Mahecha
8. Diego Alberto Gómez Cardona
9. Leonardo Velásquez García
10. Franklin Arbey Caicedo
11. Omar de Jesús Restrepo Correa
12. Fray Ricaurte Herrera

Durante el gobierno de Andrés Pastrana Arango, en octubre de 1998 a las FARC-EP se les concede una zona de distensión en el área del Caguán que comprendía 5 municipios para emprender allí diálogos de paz.

#### Secuestro de políticos
El 28 de junio de 2001 uno de los principales comandantes de las FARC-EP alias Mono Jojoy, anunció que dicha organización comenzaría a secuestrar a algunos dirigentes políticos y numerosos miembros de la fuerza pública para presionar la liberación de sus compañeros capturados por miembros de las Fuerzas Militares de Colombia. Para ese entonces las FARC-EP ya practicaban el secuestro extorsivo. A los dos meses del anuncio, las FARC-EP secuestraron al gobernador Alan Jara y a los congresistas Luis Eladio Pérez y Orlando Beltrán y en septiembre a la representante a la cámara Consuelo González de Perdomo.
Durante las negociaciones, las FARC-EP accedieron a liberar unos 242 soldados y policías de bajo rango que mantenía secuestrados. El presidente Andrés Pastrana liberó a varios guerrilleros de menor jerarquía como parte del acuerdo parcial al que llegaron las partes. 
A pesar de esto, la mayoría de los guerrilleros presos siguieron cumpliendo sus condenas en las cárceles colombianas y la guerrilla de las FARC-EP mantuvo en su poder a todos los oficiales y suboficiales del ejército y la policía que habían capturado, a la vez que secuestró a nuevas personalidades para aumentar la presión por un canje. 
El 20 de febrero de 2002, las FARC-EP secuestraron al senador Jorge Géchem Turbay cuando se encontraba en campaña para renovar su escaño en el Congreso, Gechem se transportaba en un avión de la aerolínea Aires entre Bogotá y Neiva, cuando el vuelo fue tomado por guerrilleros de las FARC-EP que obligaron a aterrizar el avión en jurisdicción del municipio de Hobo, dejando libres a todos los pasajeros y tripulación, salvo al senador Gechem, quien fue secuestrado. Ese mismo día, el presidente Pastrana decretó el fin de la zona de distensión en la que se adelantaban negociaciones de paz con el grupo guerrillero.
Después de decretarse el fin de la zona de distensión, la candidata a la presidencia Íngrid Betancourt junto con Clara Rojas su jefa de debate, se dirigieron a San Vicente del Caguán, corazón de la zona de distensión para respaldar a los pobladores de dicho municipio y al alcalde, quien había sido elegido representando a su movimiento político. Betancourt y Rojas fueron secuestradas.

### Los 'inamovibles' entre el gobierno de Álvaro Uribe y las FARC-EP

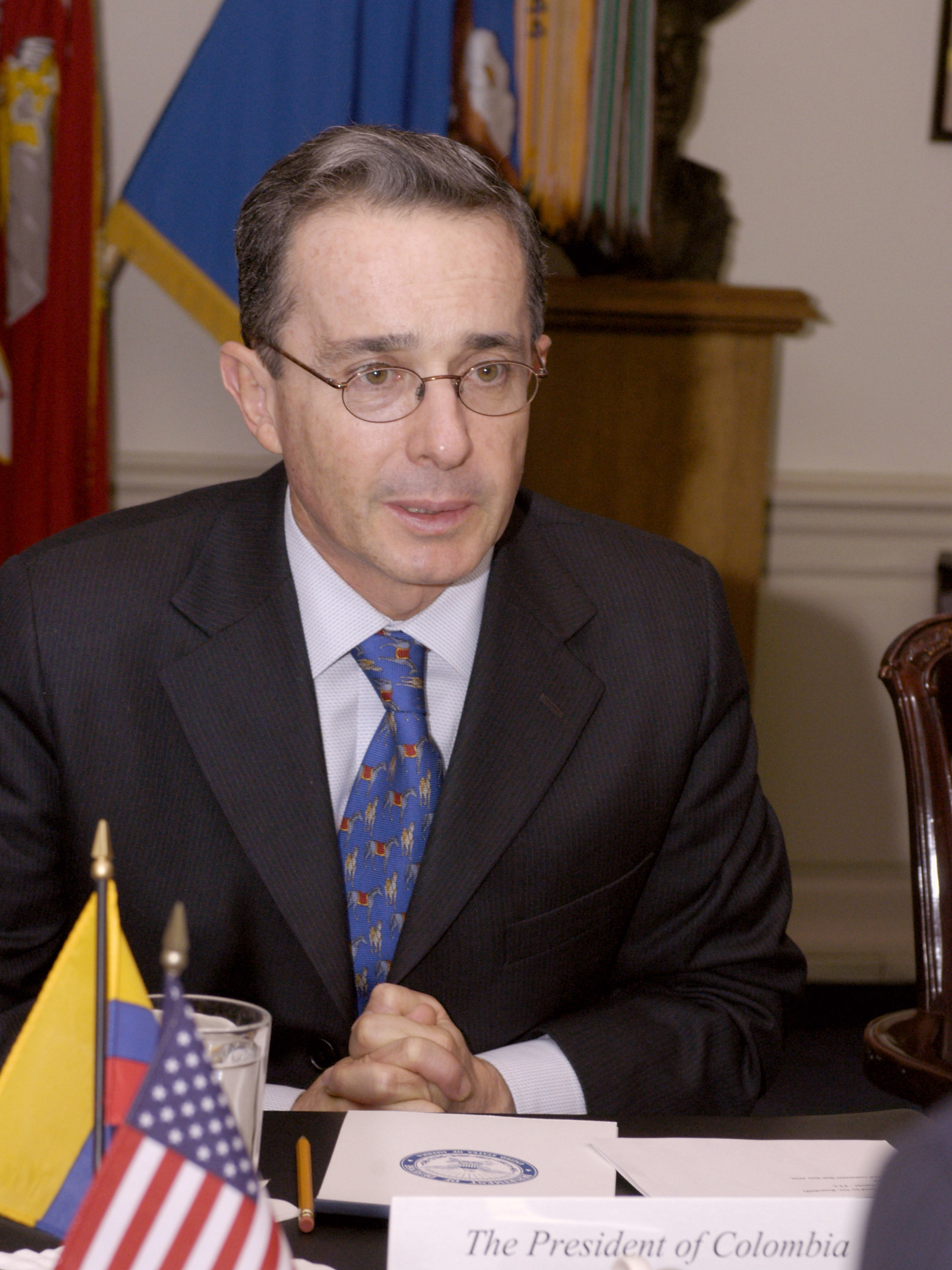
Álvaro Uribe Vélez, expresidente de Colombia.

El fracaso de las conversaciones de paz del Caguán y el arribo al poder de Álvaro Uribe como presidente de la República en 2002, así como las acciones y negativas de la guerrilla, supusieron nuevas dificultades para la concreción del acuerdo. 
El presidente Uribe desde su campaña había prometido mano dura con la guerrilla y planteó una serie de condiciones "inamovibles" para llegar a buscar acuerdos, entre ellos descartó el despeje de cualquier territorio y estableció que los guerrilleros liberados debían abandonar la vida guerrillera. 

#### Secuestro y asesinato de Guillermo Gaviria, Gilberto Echeverri y 8 militares
El 21 de abril de 2002, mientras adelantaba una Marcha de la No Violencia, el gobernador del departamento de Antioquia, Guillermo Gaviria Correa, fue secuestrado por las FARC-EP junto a su asesor de paz el exministro Gilberto Echeverri. Con el secuestro se formó un movimiento nacional y prácticamente mundial exigiendo la liberación de los dos dirigentes políticos. Guillermo Gaviria fue postulado junto a su esposa al Premio Nobel de la Paz 2003 por el señor Glenn D. Paige, director del Centro para la Noviolencia Global. El 5 de mayo de 2003, Gaviria, Echeverri y 8 soldados compañeros de cautiverio fueron asesinados por los guerrilleros durante un intento de rescate por parte del Ejército Nacional. Su diario durante el secuestro, siempre dedicado a su esposa Yolanda Pinto de Gaviria, fue publicado con el nombre de "Diario de un gobernador secuestrado". El jefe de las FARC-EP Aicardo de Jesús Agudelo, alias 'El Paisa' fue el responsable del asesinato del gobernador Gaviria, del exministro Gilberto Echeverri y de 8 militares. El guerrillero había estado en la cárcel de Bellavista de 1996 a 1997 por el delito de rebelión. Fue dejado en libertad por ausencia de antecedentes y requerimientos pendientes.

#### Despeje militar de Florida y Pradera
Mientras tanto las FARC-EP condicionaban el acuerdo al despeje de los municipios de Pradera y Florida por un término de 45 días para allí acordar los pormenores del intercambio. Más tarde señalaron que el intercambio debía incluir a los guerrilleros "Simón Trinidad" y "Sonia" acusados de narcotráfico y extraditados a Estados Unidos por el gobierno Uribe, a cambio de tres contratistas norteamericanos que cayeron en poder de los insurgentes en febrero de 2003.

#### Muerte de los 11 diputados
El 18 de junio de 2007 murieron a manos de las FARC-EP y en estado de indefensión, 11 de los 12 diputados que habían secuestrado en Valle del Cauca. Los diputados hacían parte de los 56 rehenes en poder de las FARC-EP que entrarían dentro del intercambio humanitario. 

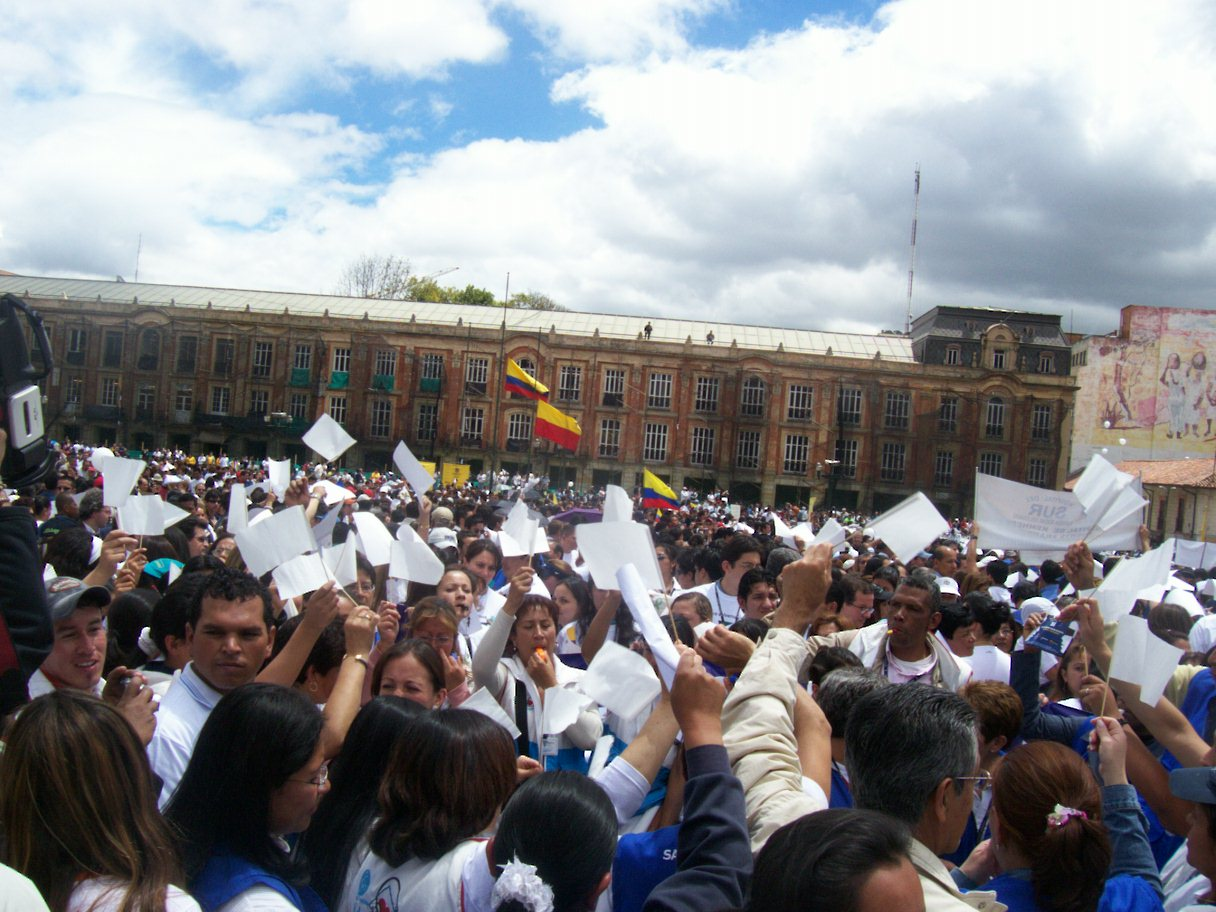
Marcha por la paz el 5 de julio de 2007.

Según la guerrilla los diputados habrían muerto en fuego cruzado con un grupo desconocido, aunque más tarde se estableció que habían sido ejecutados por los guerrilleros en hechos confusos, según Raúl Reyes, entonces vocero del grupo armado, "hubo fallas de seguridad". La guerrilla emitió un comunicado lamentando los hechos y dijo que este tipo de situaciones se habían propiciado por la negligencia del gobierno a realizar el intercambio. Uribe respondió ordenando a las Fuerzas Militares a rescatar militarmente a todos los secuestrados, decisión polémica debido a que en el pasado habían muerto algunos secuestrados al ejecutarse operaciones de rescate militar como lo fue la operación llevada a cabo por fuerzas del Estado en mayo de 2003 y que terminó con la muerte de Guillermo Gaviria Correa y 8 militares que fueron ejecutados por los secuestradores debido a la presión militar. A raíz de este suceso hubo una gran marcha por la paz en el país donde la opinión pública se polarizó, algunos a favor del intercambio y otros a favor del rescate militar y en contra del intercambio.

#### Caminatas del Profesor Moncayo
A raíz del anuncio de Uribe de rescatar militarmente a los secuestrados, el 17 de julio de 2007 el maestro de escuela Gustavo Moncayo, cuyo hijo el soldado Pablo Emilio fue secuestrado por las FARC-EP en la toma de Patascoy y lleva más de 10 años en poder de la guerrilla, emprendió desde Nariño hasta Bogotá, una marcha en la que recorrió 1.200 kilómetros durante 46 días. Moncayo buscaba que el presidente Uribe se interesara por realizar el intercambio humanitario y se enfrentó a él en plena plaza pública, allí Uribe reiteró que no despejaría ningún territorio como lo pedía la guerrilla. El profesor se quedó a vivir en la Plaza de Bolívar por un tiempo en una carpa facilitada por el alcalde Luis Eduardo Garzón y luego continuó buscando apoyo en otros países.

#### Gestiones de negociación

##### Gobierno francés

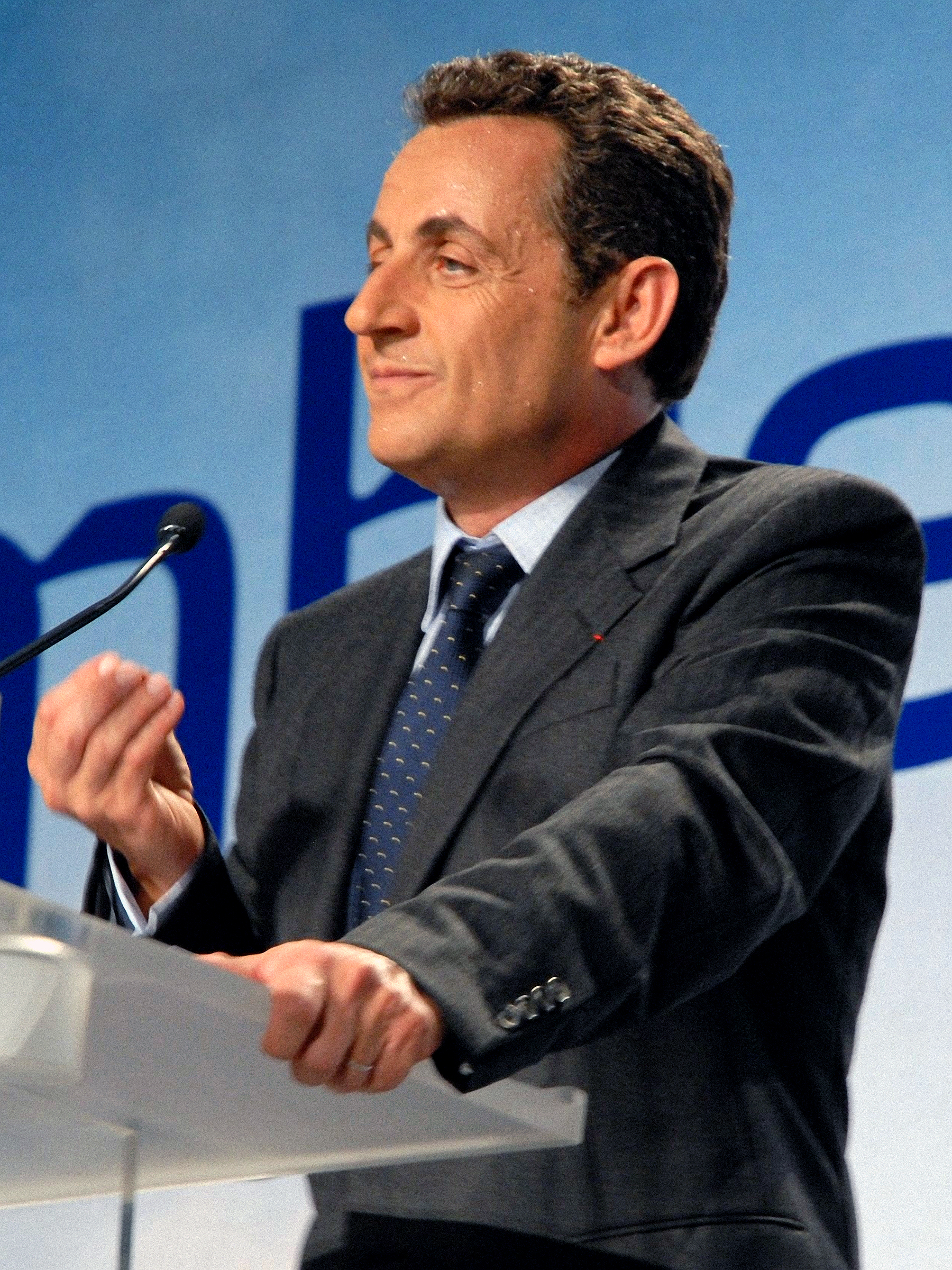
El presidente francés Nicolas Sarkozy pidió la excarcelación de Rodrigo Granda el "canciller de las FARC-EP".

Desde la presidencia de Jacques Chirac el gobierno francés vino reiterando su interés porque en Colombia se realice el acuerdo humanitario, el gobierno colombiano aceptó desde 2005 la intermediación de España, Francia y Suiza para buscar un acercamiento con la guerrilla de las FARC-EP.
Una vez terminada la presidencia de Chirac, el nuevo presidente Nicolas Sarkozy prometió en su discurso de posesión hacer todo lo posible para lograr la liberación de Íngrid Betancourt quien tiene también nacionalidad francesa. Zarkozy inició diálogos con el presidente Uribe y le hizo saber su desacuerdo con el rescate militar de los secuestrados. Uribe anunció que liberaría de manera unilateral a un grupo de guerrilleros y Sarkozy pidió que dentro de ese grupo se incluyera a Rodrigo Granda, también conocido como el canciller de las FARC-EP y en quien Sarkozy dijo tener confianza para buscar el diálogo alrededor del acuerdo humanitario. Raúl Reyes el entonces vocero de las FARC-EP dijo que la liberación de esos guerrilleros solo era una cortina de humo del gobierno Uribe para tapar el escándalo de la parapolítica que involucra a varios funcionarios y políticos cercanos a Uribe con grupos armados ilegales de extrema derecha. Reyes insistió en que debería darse el despeje de un área de los municipios de Pradera y Florida para acordar allí el intercambio. Después de la muerte de los 11 diputados Uribe volvió a insistir en el rescate militar.

##### Mediación de Hugo Chávez
El 5 de agosto de 2007, durante el programa Aló Presidente, la senadora opositora colombiana Piedad Córdoba, una de las más férreas críticas del gobierno Uribe, le pidió al presidente de Venezuela Hugo Chávez hacer gestiones ante al gobierno de Colombia para buscar salidas que propicien el "Acuerdo Humanitario". Chávez habló sobre la importancia del tema pero dijo que no actuaría sin el aval del gobierno vecino.
El 15 de agosto de 2007, el presidente Uribe se reunió con la senadora Córdoba en la Casa de Nariño y autorizaó la mediación de esta. En dicha reunión se acuerda buscar la ayuda del presidente venezolano para lograr un acercamiento con las FARC-EP.

Chávez y Córdoba buscaron negociar los llamados "inamovibles" que existían entre las partes. Por un lado el gobierno de Colombia decía que no concedería despejes de territorio para el intercambio mientras que la guerrilla pedía que se despejaran los territorios de Pradera y Florida para tal hecho, además solicitaban que dentro del intercambio se incluyera a alias Simón Trinidad y a alias Sonia, guerrilleros que habían sido extraditados a Estados Unidos acusados de narcotráfico.
Durante la gestión de Chávez y Córdoba se logró que la senadora se reuniera con los guerrilleros presos en Estados Unidos alias Simón Trinidad y alias Sonia con la presencia de funcionarios de la DEA y del Departamento de Estado de ese país y que los procesados admitieran hacerse a un lado para no ser un obstáculo en el intercambio. También logró que Raúl Reyes quien era vocero de las FARC-EP aceptara reunirse con ella como facilitadora del gobierno Uribe. Igualmente se dio la visita del guerrillero Iván Márquez al Palacio de Miraflores al encuentro del presidente venezolano, hecho que causó controversias en la opinión pública en Colombia, al igual que unas fotos en la que la senadora Córdoba aparecía abrazada con los guerrilleros, la senadora le restó importancia a esos hechos recalcando que lo más importante eran los avances obtenidos en relación con el intercambio y lograr la confianza entre las partes. Los familiares de las víctimas dieron su apoyo a la gestión de Chávez y Córdoba y viajaron en diferentes oportunidades a Caracas para reunirse con el mandatario.
Durante su gestión, la senadora Córdoba anunció que se entregarían en poco tiempo pruebas de supervivencia de los secuestrados y que se daría una posible liberación de un grupo de estos. Para entonces Chávez viajó a Francia a entrevistarse con el presidente Nicolás Sarkozy, a dicha reunión se había anunciado que se llevarían las pruebas de supervivencia pero Chávez dijo que aún estaba a la espera de que estas llegaran a sus manos, fue entonces cuando el gobierno colombiano dio un plazo por medio del comisionado de paz Luis Carlos Restrepo quien dijo que la senadora colombiana y el presidente venezolano debían lograr avances antes del 31 de diciembre, de otro modo se suspendería la mediación.

##### Fin de la mediación
El 21 de noviembre de 2007, el gobierno colombiano decide terminar con la mediación del presidente Chávez. En un comunicado oficial, se menciona que tuvo lugar una conversación telefónica entre el presidente venezolano y el comandante del ejército colombiano General Mario Montoya, añadiendo que Uribe le había dicho a Chávez con anterioridad que "no estaba de acuerdo con que el Presidente de la República Bolivariana de Venezuela se comunicara directamente con el Alto Mando institucional de Colombia". "En consecuencia, el gobierno colombiano decide finalizar las gestiones, sin razón aparente, agradeciendo la participación del presidente Chávez y de la senadora Córdoba en las mismas".
Al día siguiente, el gobierno venezolano emitió un comunicado en el que acepta la decisión tomada, pero "manifiesta su frustración dado que de esta manera, se aborta un proceso que se venía llevando con pulso firme y en medio de grandes dificultades, habiéndose obtenido en apenas tres meses importantes avances que hacían pensar ya, en la posibilidad de una solución a este drama esencialmente humano que afecta a nuestra hermana y querida Colombia". El gobierno venezolano agradeció el apoyo internacional recibido y expresó que "a pesar de esta lamentable decisión del gobierno de Colombia, tiene sus corazones y sus brazos abiertos para continuar prestando sus humildes servicios en aras de la vida y la paz".
Esta inicial reacción del gobierno venezolano cambió el domingo 25 de noviembre, cuando el presidente Chavéz declaró que el presidente Uribe era "un mentiroso" y "un cínico". Además, lo acusó de haber estado buscando una excusa para suspender su mediación con las FARC-EP, presionado por "los gringos, la oligarquía y los militares colombianos".
Una hora después de estas declaraciones, el presidente Álvaro Uribe Vélez respondió a Chavéz, acusándolo de "incendiar el continente" y querer montar "un imperio" en Latinoamérica "basándose en su presupuesto", producto de la exportación de petróleo.

#### Pruebas de supervivencia
En la medianoche del 30 de noviembre, las pruebas de vida de la excandidata presidencial Íngrid Betancourt y de otros secuestrados fueron capturadas de las manos de tres miembros de las FARC-EP en Bogotá. Un video, de fecha 24 de octubre de 2007, muestra a Betancourt muy delgada y una mano sujeta por una cadena, así como deprimida. A pesar del deterioro físico visible de Betancourt, sus familiares mostraron alegría por conocer que continúa con vida. De acuerdo con la senadora Piedad Córdoba, estas pruebas iban dirigidas a ella para hacérselas llevar al presidente Chávez y agregó que eso demostraba que la mediación del presidente venezolano iba por buen camino.
El 4 de diciembre de 2007, días después de aparecer las pruebas, los familiares de las víctimas fueron recibidos por el presidente Chávez en Caracas donde le delegaron un mandato expreso a él y a la senadora Córdoba para que realizaran las gestiones necesarias que llevaran a la liberación de los secuestrados, ya que según los familiares, las gestiones adelantadas "iban a rendir los frutos esperados".

#### Liberaciones unilaterales 2007

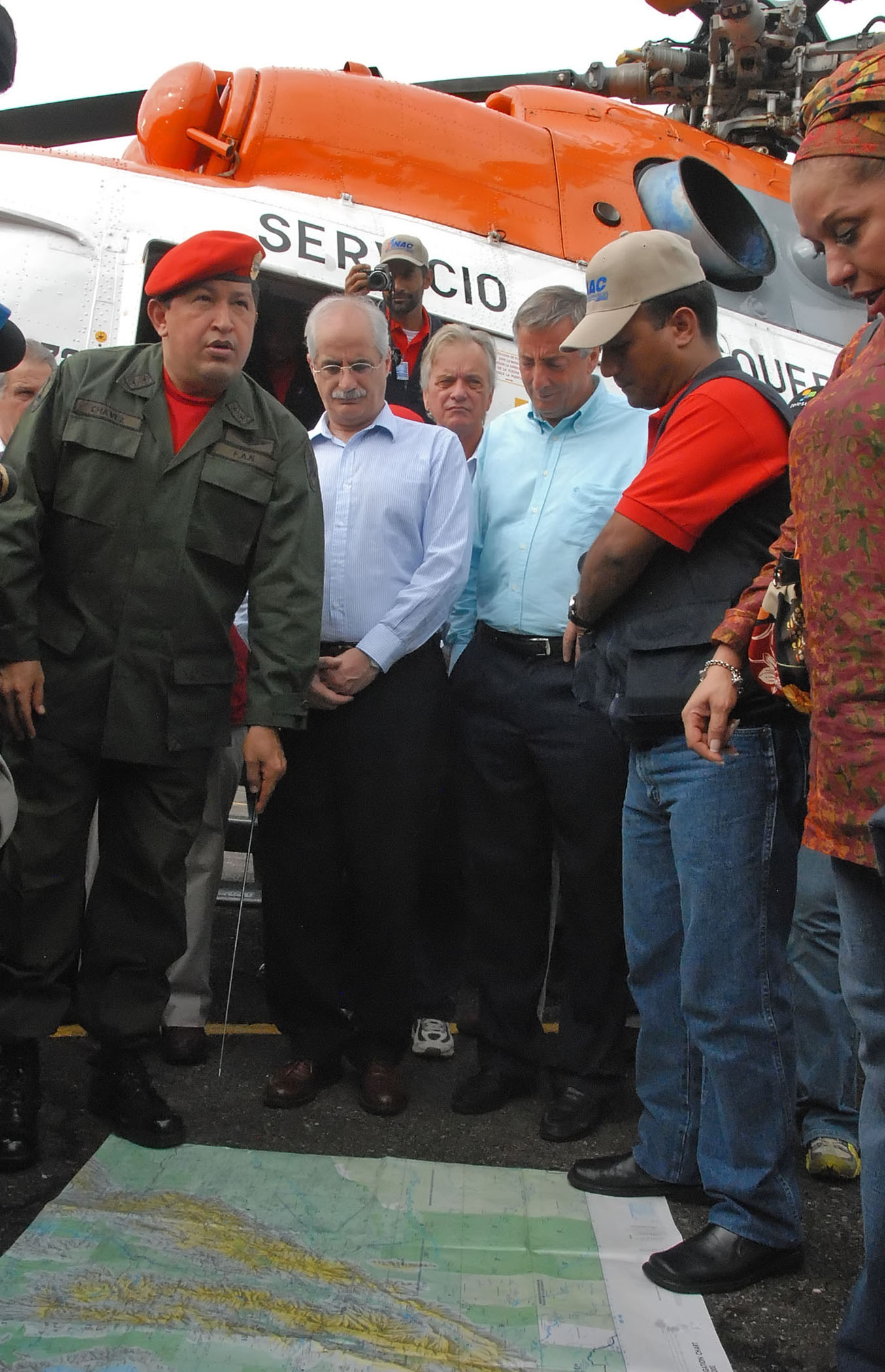
Hugo Chávez mostrando a los garantes internacionales el mapa de la Operación Emmanuel.

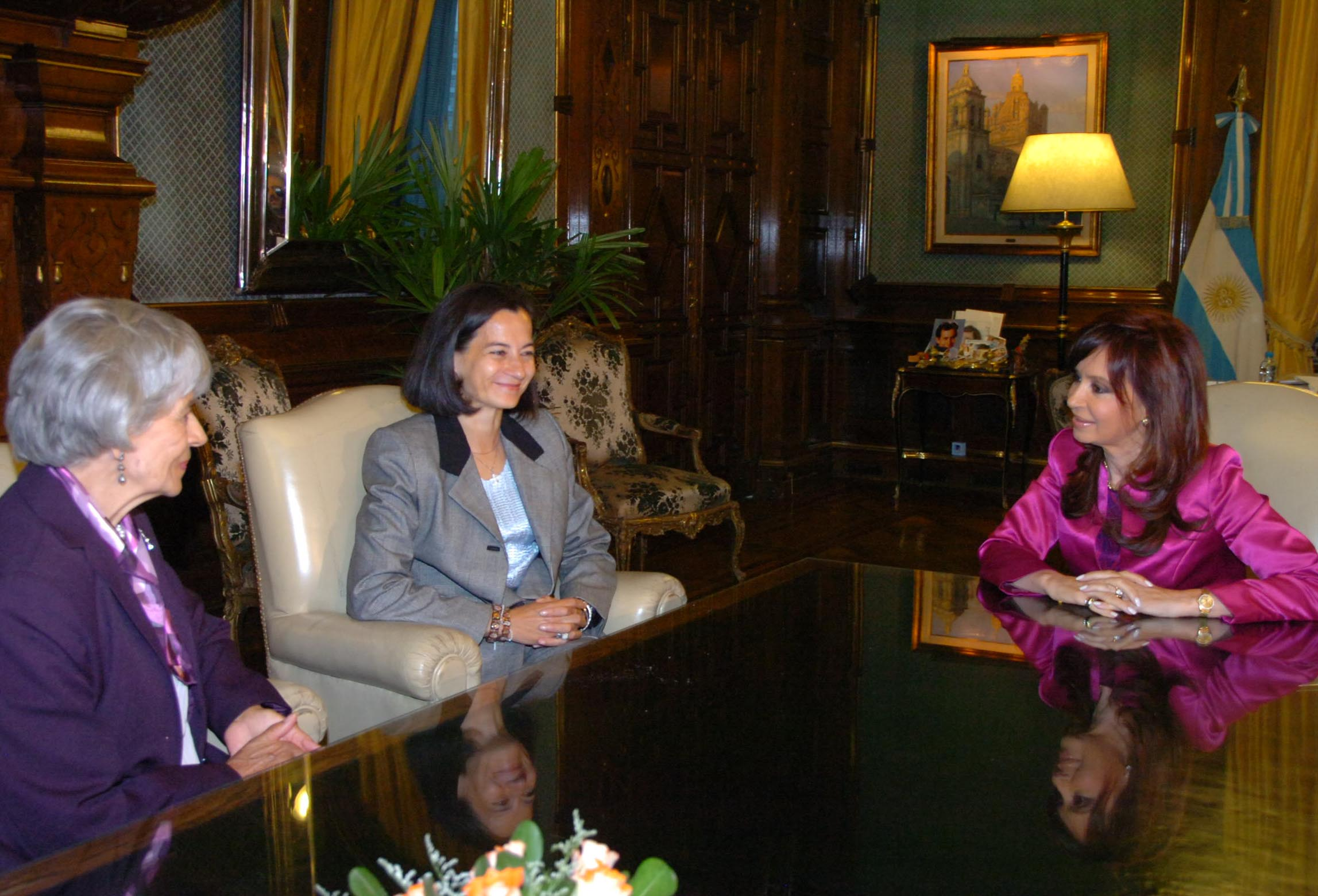
Clara Rojas después de la liberación, junto con su madre Clara González de Rojas visitaron a la presidenta argentina Cristina Fernández de Kirchner.

Días después las Finformaron que liberarían de manera unilateral a Clara Rojas, su hijo Emmanuel nacido en cautiverio y a la exrepresentante a la cámara Consuelo González de Perdomo, según las FARC esta l-EPiberación se haría como un desagravio al presidente Chávez. El presidente Chávez coordinó la llamada "Operación Emmanuel" con varios delegados internacionales, entre ellos el expresidente argentino Néstor Kirchner y delegados de Bolivia, Brasil, Cuba, Ecuador, Francia y Suiza. La operación consistía en ingresar unas aeronaves a territorio colombiano con el distintivo de la Cruz Roja Internacional que llegarían a la ciudad de Villavicencio para después desplazarse hasta Caracas con los liberados. Para esto solicitó la autorización del gobierno colombiano que dio visto bueno a la operación que se llevaría a cabo los últimos días del año 2007.
La operación se suspendió el 31 de diciembre, fecha durante la cual también se reveló que el niño Emmanuel no estaría en poder de la guerrilla, en lugar de ello se comprobó que el niño había sido recuperado por una entidad de asistencia social del gobierno, quien lo retiró del poder de unos supuestos campesinos que lo cuidaban por encargo de la guerrilla, el menor presentaba serios quebrantos de salud.
En enero de 2008 se retomó nuevamente la iniciativa humanitaria venezolana con la autorización del gobierno colombiano y el apoyo internacional, dando como resultado que el 10 de enero las FARC-EP liberan a las secuestradas Clara Rojas y Consuelo González. 
En febrero del mismo año liberaron a Gloria Polanco, Jorge Gechem, Orlando Beltrán y Luis Eladio Pérez. Todos los liberados manifestaron su agradecimiento a Chávez y a Córdoba y su apoyo al intercambio humanitario y varios de ellos visitaron a diferentes mandatarios y diplomáticos de otros países para buscar ayuda en el tema. Eladio Pérez presentó una propuesta al presidente Nicolás Sarkozy que pasó a ser considerada por el gobierno francés.

#### Muerte de Raúl Reyes

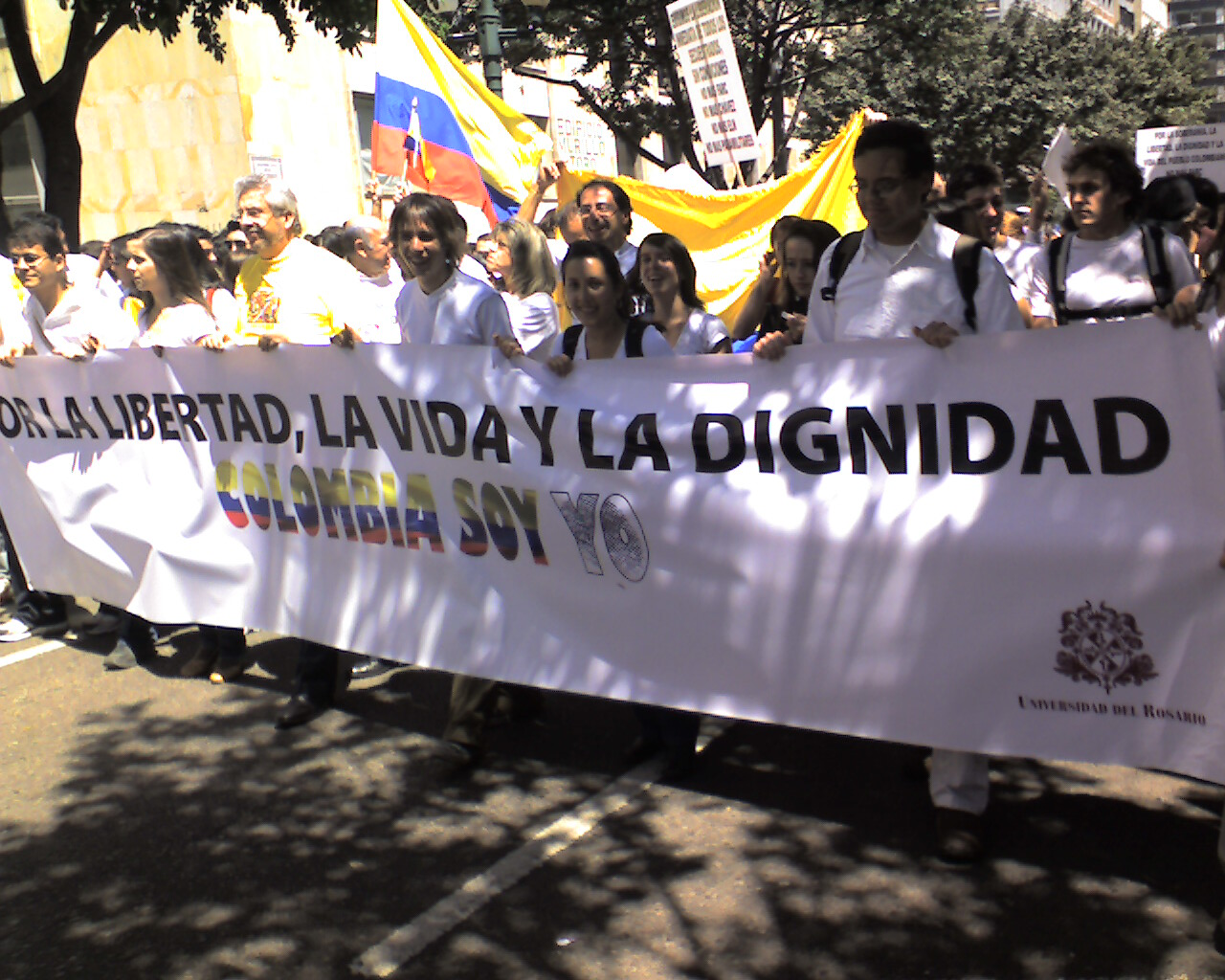
Marchantes en Bogotá contra las FARC-EP.

Según el gobierno francés y la senadora Piedad Córdoba, la liberación de rehenes y el acuerdo humanitario se vieron afectados con el Bombardeo de Angostura el 1 de marzo de 2008 por parte de la Fuerza Aérea de Colombia donde murió alias Raúl Reyes en suelo ecuatoriano, segundo al mando de las FARC-EP, ya que provocaría desconfianza de parte del grupo guerrillero para futuras liberaciones debido a que Reyes era el principal contacto en este proceso.
Tras la tensiones generadas entre Colombia, Ecuador y Venezuela por el operativo que terminó con la vida de Raúl Reyes en suelo ecuatoriano y las anteriores dificultades presentadas entre los presidentes Uribe y Chávez, el gobierno colombiano ha descartado la mediación del presidente Chávez en el acuerdo.

#### Llamado de Hugo Chávez a la guerrilla
El 8 de junio de 2008 el presidente Hugo Chávez durante su programa “Aló Presidente” desde el sector El Montante, del municipio Miranda, estado Falcón, donde se reactivó la Planta Trituradora de Piedras Chema Saher, exhortó a las Fuerzas Armadas Revolucionarias de Colombia a que liberen a todos los rehenes, civiles y militares. 

Llegó la hora de que las FARC-EP liberen a todos los que tienen allá en la montaña. Sería un gran gesto humanitario, a cambio de nada. Así lo planteo yo ahora que hay un nuevo jefe (Alfonso Cano). Ese podría ser el primer paso a que se acabe la guerra interna en Colombia”.

#### Operación Jaque
El 2 de julio de 2008 las Fuerzas Militares de Colombia llevaron a cabo la Operación Jaque, una misión de inteligencia militar para rescatar a un grupo de secuestrados en poder de las FARC-EP. Entre los secuestrados redimidos figuraron Íngrid Betancourt (ciudadana franco-colombiana), tres contratistas estadounidenses, siete miembros del Ejército Nacional de Colombia y 4 miembros de la Policía Nacional de Colombia, lo que arrojó un total de quince personas rescatadas en dicha operación.

#### Escape de Óscar Tulio Lizcano
El jueves 23 de octubre el excongresista secuestrado por las FARC-EP, Óscar Tulio Lizcano escapó del cautiverio al lado de un comandante de escuadra guerrillera con el alias de "Isaza" que decidió desertar. Isaza dijo que la decisión de abandonar el grupo la había tomado unos 15 días antes, debido a la presión del Ejército, los guerrilleros aguantaron hambre y trasnocho. Lizcano estaba enfermo y no creía que iba a morir en cautiverio. Izasa alegó que los altos mandos de las FARC-EP los tenían muy olvidados y por eso había decidido escapar.

#### Liberaciones unilaterales de 2009
En diciembre de 2008, las Fanunciaron que liberarían a los políticos Alan Jara y Sigifredo López, además de otros cuatro miembros de la fuerza pública colombiana secuestrados por el grupo guerrillero. Según un artículo del diario El Tiempo, los secuestrados están separados por cientos de kilómetros y que la operación de liberación se llevaría a cabo en al menos dos puntos de Colombia. Las FARC condic-EPionaron la entrega con que se le diera participación al presidente Hugo Chávez y que se despejaran militarmente los municipios de Florida y Pradera para iniciar las negociaciones.
El presidente Uribe avaló la intervención de Cruz Roja Internacional y descartó figuras internacionales en posibles liberaciones alegando que "simplemente terminan creándole dificultades a las relaciones internacionales del país", al tiempo que la senadora Piedad Córdoba anunciaba que estaba dispuesta a hablar con el presidente Álvaro Uribe y el expresidente Ernesto Samper pidió al gobierno no descartar mediación internacional por parte los Gobiernos de Argentina, Brasil y Venezuela. El 24 de diciembre de 2008, la Cruz Roja Internacional estableció contactos con el gobierno y con las FARC-EP, para establecer las condiciones en las que serían liberados los seis secuestrados, después del anuncio hecho por las FARC-EP.
El 31 de diciembre de 2008, el diario colombiano El Espectador informó que los contactos confidenciales y por separado entre el Gobierno y las FARC-EP con el Comité Internacional de la Cruz Roja continuaban y solo esperaban que el grupo guerrillero entregara las coordenadas para la liberación de los secuestrados.

#### Operación Camaleón
La Operación Camaleón fue una operación militar del Ejército Nacional de Colombia, llevada a cabo el 13 y 14 de junio de 2010 con la que el gobierno de Álvaro Uribe rescató a cuatro secuestrados en poder de la guerrilla de las Fuerzas Armadas Revolucionarias de Colombia. Los rescatados fueron, de la Policía Nacional de Colombia: el General Luis Mendieta, el Coronel Enrique Murillo, y el Coronel William Donato; y del Ejército de Colombia el Sargento Arbey Delgado. La operación se llevó a cabo en al sureste de la población de Calamar, una zona selvática donde nace el río Inírida, en el departamento de Guaviare, a 28 kilómetros de distancia de donde tuvo lugar la Operación Jaque que rescató a otros 15 secuestrados en el 2008.

## Lista de "canjeables"

### Militares y policías
- Policía Alexis Torres Zapata (en libertad)
- Soldado profesional William Giovanni Domínguez Castro (Fue asesinado en Bogotá Dos años y medio después de que las FARC lo dejaron libre)
- Policía Juan Fernando Galicia Uribe (en libertad)
- Policía Walter José Lozano Guarnizo (en libertad)
- Soldado profesional Josué Daniel Calvo Sánchez (en libertad)
- Infante de marina Henry López Martínez (en libertad)

Toma de Patascoy, Putumayo, 21 de diciembre de 1997
- Cabo segundo Libio José Martínez Estrada (murió en cautiverio)[48]
- Cabo segundo Pablo Emilio Moncayo Cabrera(en libertad)

Toma de El Billar, Caquetá, 3 de marzo de 1998
- Cabo primero Luis Arturo Arcia (en libertad)
- Cabo primero Luis Beltrán Franco (en libertad)
- Cabo primero José Miguel Arteaga (en libertad)
- Cabo segundo William Pérez Medina (en libertad)
- Sargento segundo José Ricardo Marulanda (en libertad)

Toma de Miraflores, Guaviare, 3 de agosto de 1998
- Cabo primero Amando Flórez Pantoja (en libertad)
- Cabo primero Luis Moreno Chanqueza (en libertad)
- Cabo primero Robinson Salcedo Guarín (en libertad)
- Sargento segundo Arbey Delgado Argote (en libertad)
- Sargento segundo Erasmo Romero Rodríguez (en libertad)
- Cabo primero Julio César Buitrago (en libertad)
- Cabo primero Jhon Jairo Durán Tuay (en libertad)
- Teniente William Donato Gómez (en libertad)
- Teniente Juan Carlos Bermeo (en libertad)

La Uribe, Meta, 4 de agosto de 1998
- Teniente Raimundo Castellanos Malagón (en libertad)

El Paujil, Caquetá, 14 de octubre de 1998
- Capitán Edgar Yesid Duarte Valero (murió en cautiverio)[48]
- Teniente Elkin Hernández Rivas (murió en cautiverio)[48]

Toma de Mitú, Vaupés, 1 de noviembre de 1998
- Coronel Luis Mendieta (en libertad)
- Capitán Julián Ernesto Guevara (murió en cautiverio)
- Teniente Vianey Javier Rodríguez Porras (en libertad)
- Sargento segundo César Augusto Lasso (en libertad)
- Capitán Enrique Murillo (en libertad)
- Subintendente Jhon Frank Pinchao (en libertad)
- Subintendente Luis Hernando Peña (murió en cautiverio)[49]

Toma de Puerto Rico, Meta, 10 de julio de 1999
- Cabo primero José Libardo Forero Carrero (en libertad)
- Subintendente Carlos José Duarte (en libertad)
- Subintendente Wilson Rojas Medina (en libertad)
- Subintendente Jorge Humberto Romero (en libertad)
- Subintendente Jorge Trujillo Solarte (en libertad)

La Arada, Tolima, 16 de noviembre de 1999
- Subintendente Armando Castellanos (en libertad)

Toma de Curillo, Caquetá, 9 de diciembre de 1999
- Sargento Luis Alberto Erazo Maya (en libertad)
- Intendente Álvaro Moreno (murió en cautiverio)[48]

Florida, Valle, 4 de junio de 2007
- Comandante de la policía de Florida Guillermo Javier Solórzano Julio (en libertad)

El Tambo, Tolima, 23 de mayo de 2008
- Cabo segundo Salin Antonio San Miguel Valderrama (en libertad)

### Políticos
- Óscar Tulio Lizcano, secuestrado en Santa Bárbara, Caldas, 5 de agosto de 2000. (en libertad)
- Luis Eladio Pérez secuestrado en Ipiales, Nariño, 10 de junio de 2001. (en libertad)
- Gloria Polanco de Lozada secuestrada en Neiva, Huila, 26 de julio de 2001 (en libertad)
- Orlando Beltrán Cuéllar, secuestrado en Gigante, Huila, 28 de agosto de 2001 (en libertad)
- Íngrid Betancourt, secuestrada en Paujil, Caquetá, 23 de febrero de 2002 (en libertad)
- Clara Rojas, secuestrada en Paujil, Caquetá, 23 de febrero de 2002 (en libertad)
- Sigifredo López, secuestrado en Cali, Valle, 11 de abril de 2002 (en libertad)
- Jorge Eduardo Gechem secuestrado en Hobo, Huila, 20 de febrero de 2002 (Avión de Aires) (en libertad)
- Alan Jara, secuestrado en Lejanias, Meta, 15 de julio de 2001 (en libertad)
- Fernando Araujo, secuestrado en Cartagena, Bolívar, 4 de diciembre de 2000 (en libertad)
- Gilberto Echeverri Mejía secuestrado en caicedo Antioquia, 21 de abril de 2002  (Murió en cautiverio)
- Guillermo Gaviria Correa secuestrado en caicedo Antioquia, 21 de abril de 2002  (Murió en cautiverio)
- Consuelo Araujo secuestrada cerca a Valledupar, 24 de septiembre de 2001  (Murió en cautiverio)

### Extranjeros
Florencia (Caquetá), 12 de febrero de 2003 (Avión derribado) 
- Marc Gonsalves (en libertad)
- Thomas Howes (en libertad)
- Keith Stansell (en libertad)

Cali, 23 de septiembre de 1994 (Retén)
- Thomas Hargrove (murió en libertad)